# Răsvan Popescu
Răsvan Popescu (n. 31 mai 1962, București) este un jurnalist, scenarist de film și scriitor român. Între anii 1999-2000 a fost purtătorul de cuvânt al președintelui României, Emil Constantinescu. Acesta l-a desemnat în anul 2000 ca membru în CNA. După decesul lui Ralu Filip a fost ales președinte interimar al CNA, iar în 12 septembrie 2007 a fost confirmat în funcția de președinte al CNA, de Parlamentul României.

## Biografie
Răsvan Popescu s-a născut la data de 31 mai 1962 în municipiul București. A absolvit Liceul Gheorghe Șincai din București și apoi cursurile Facultății de Geologie și Geofizică a Universității din București (1982-1987). În anul 1992 a urmat cursuri intensive de jurnalism la California State University.
După absolvirea facultății, a lucrat ca inginer geolog în bazinele miniere din Valea Jiului și Valea Prahovei (1987-1990). După Revoluția din 1989, se reprofilează ca jurnalist fiind pe rând publicist-comentator la săptămânalul “Expres”, condus de Cornel Nistorescu (1990-1992), corespondent al Radio BBC (1992-1996) și redactor-șef la Televiziunea Română, coordonatorul emisiunii de dezbateri “Ediție specială” (1997-1998).
În paralel, a publicat până în prezent 6 volume de proză și memorialistică și a scris 6 scenarii de film. A devenit membru al Uniunii Scriitorilor din România.
În anul 1998 s-a înscris în PNL.
În perioada 1998-1999 îndeplinește funcția de Secretar de Stat, șef al Departamentului de Informații Publice și Purtător de Cuvânt al Guvernului, apoi, între anii 1999-2000, pe cea de 
Consilier de Stat și Purtător de Cuvânt al Președintelui României, Emil Constantinescu.
Începând din data de 15 septembrie 2000 este membru al Consiliului Național al Audiovizualului, fiind numit de către Președinția României, pentru un mandat de șase ani. În anul 2006, a fost reconfirmat de către Parlamentul României, la propunerea Senatului, pentru un nou mandat de șase ani.
După decesul lui Ralu Filip, a fost ales președinte interimar al CNA, iar la data de 28 iunie 2007, Răsvan Popescu a fost ales în funcția de președinte interimar al Consiliului Național al Audiovizualului (CNA), cu 6 voturi "pentru" și 4 "împotrivă". La data de 12 septembrie 2007 a fost confirmat în funcția de președinte al CNA, de Parlamentul României, după o perioadă de interimat de patru luni.
Răsvan Popescu este căsătorit și are un copil.

## Cărți publicate
- Subomul (Editura Expres, 1991) - povestiri;
- Omul cu cioc și gheare (Ed. Olimp, 1994) - roman;
- Prea târziu (Ed. Humanitas, 1996);
- Purtătorul de Cuvânt (Ed. Universalia, 2002) - jurnal;
- Femeia visurilor (Ed. Du Style, 2004) - roman;
- Niște ciori vopsite-n roșu (Editura Humanitas, 2006) - publicistică.
- Cutia cu maimuțe (Editura Polirom, 2013) [5]

## Scenarii de film
- Prea târziu (1996), în colaborare cu Lucian Pintilie, după romanul cu același nume, regia Lucian Pintilie;
- Terminus Paradis (1998), în colaborare cu Lucian Pintilie și Radu Aldulescu, regia Lucian Pintilie;
- Faimosul paparazzo (1999), după romanul Omul cu cioc și gheare, regia Nicolae Mărgineanu.
- Război în bucătărie (2001), după o povestire din volumul de debut Subomul, regia Marius Theodor Barna;
- Noro (2003), regia Radu Gabrea;
- Femeia visurilor (2005), după romanul cu același nume, regia Dan Pița. Filmul a obținut premiul UCIN pentru imagine și scenografie.